# یوشیئو کوساکو
یوشیئو کوساکو (به ژاپنی: 吉雄 幸作 Yoshio Kōsaku); ۱ ژانویهٔ ۱۷۲۴ – ۴ اکتبر ۱۸۰۰) زبان‌شناس، نویسنده، و مترجم اهل ژاپن بود.
یوشیو کوگیو (吉雄 耕牛) که با نام یوشیو کوگیو (Yoshio Kōgyū) نیز شناخته می‌شود، یک پزشک ژاپنی و محقق «مطالعات هلندی» (Rangaku) و مترجم ارشد هلندی در ناگاساکی بود که اغلب مقام‌های شرکت هند شرقی هلند را در مأموریت‌های ادو و سایر امور رسمی همراهی می‌کرد.
کوساکو به عنوان عضوی از یکی از پنج خانواده سامورایی که توسط شوگون‌سالاری توکوگاوا به عنوان مترجمان رسمی هلندی موروثی حمایت می‌شدند، اسناد وارداتی را بررسی می‌کرد (مطالب مسیحی در ژاپن دوره ادو ممنوع بود) و به شوگون‌سالاری کمک می‌کرد تا از مسائل سیاسی جهانی مطلع بماند. از تقریباً ۱۷۷۰ تا ۱۸۰۰، او به عنوان واسطه اصلی بین جامعه هلندی‌ها در دجیما و شوگون‌سالاری خدمت کرد.